# Danava
Les danava (IAST dānava) sont dans l'hindouisme une sorte de démons, comparable aux asuras. Ils descendraient de Danu et sont cités dans le Rig-Véda.